# Rainy River District
Rainy River District är ett distrikt i provinsen Ontario i Kanada. Det ligger i den västra delen av provinsen vid gränsen till USA. Antalet invånare var 20 110 vid folkräkningen 2016.

## Kommuner
I distriktet finns följande kommuner:
| Kommunnamn        | kommuntyp |
| ----------------- | --------- |
| Atikokan          | Town      |
| Fort Frances      | Town      |
| Rainy River       | Town      |
| Alberton          | Township  |
| Chapple           | Township  |
| Dawson            | Township  |
| Emo               | Township  |
| La Vallee         | Township  |
| Lake of the Woods | Township  |
| Morley            | Township  |

Dessutom finns flera indianreservat:
- Agency Indian Reserve 1
- Big Grassy River Indian Reserve 35G
- Big Island Mainland Indian Reserve 93
- Couchiching Indian Reserve 16A
- Long Sault Indian Reserve 12
- Manitou Rapids Indian Reserve 11
- Neguaguon Lake Indian Reserve 25D
- Rainy Lake Indian Reserve 17A
- Rainy Lake Indian Reserve 17B
- Rainy Lake Indian Reserve 18C
- Rainy Lake Indian Reserve 26A
- Sabaskong Bay Indian Reserve 35C
- Saug-a-Gaw-Sing Indian Reserve 1
- Seine River Indian Reserve 23A
- Seine River Indian Reserve 23B